# چرخه سیلیس

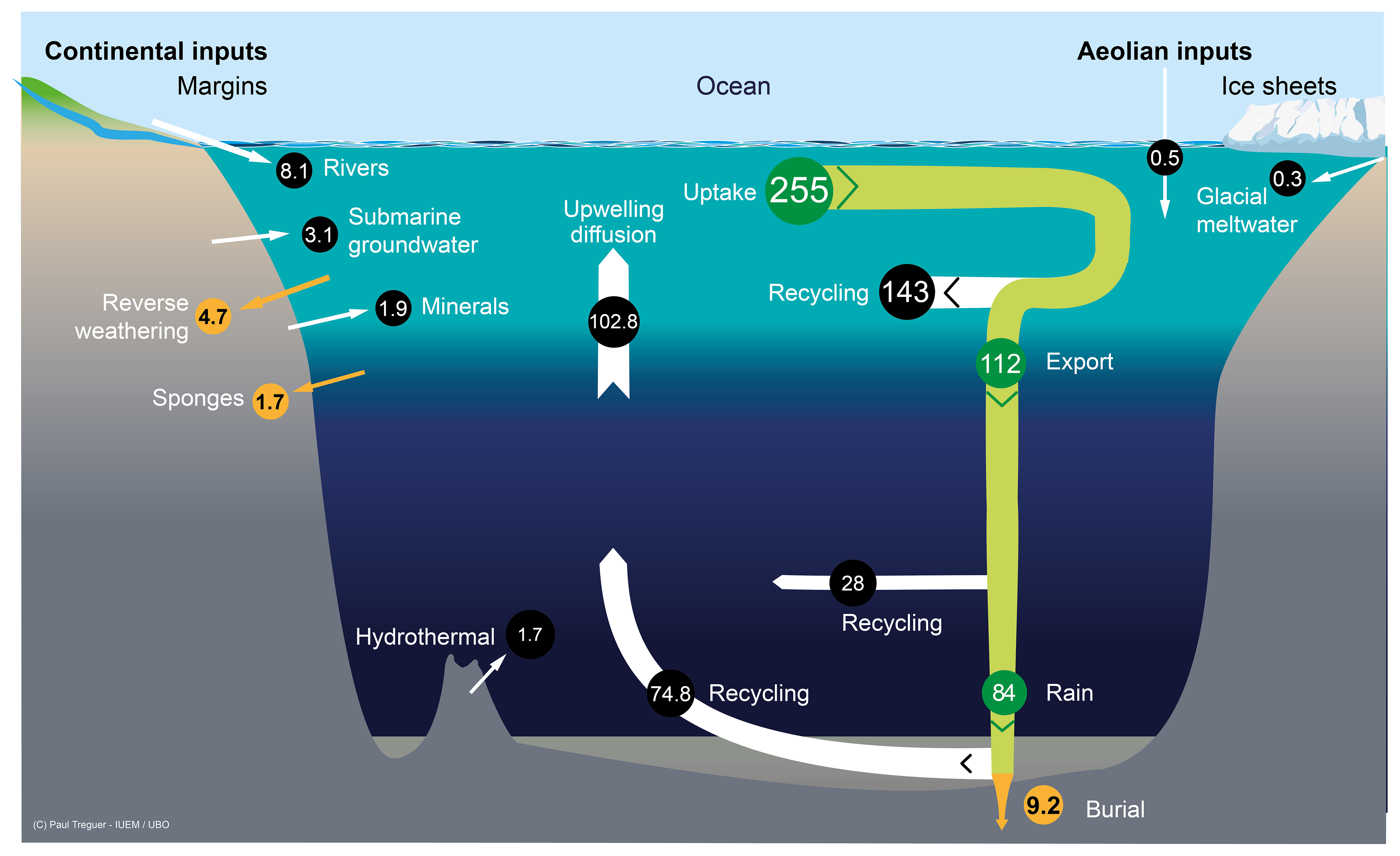
چرخه و موازنهٔ سیلیکون در جهان نوین

چرخه سیلیس (به انگلیسی: Silica cycle) چرخه بیوژئوشیمیایی است که در آن سیلیس بیوژنیک بین سیستم‌های زمین حمل می‌شود. سیلیکون یک عنصر زیست ضروری در نظر گرفته می‌شود و یکی از فراوان‌ترین عناصر روی زمین است. چرخه سیلیس با چرخه کربن همپوشانی قابل توجهی دارد (به چرخه کربنات- سیلیکات مراجعه کنید) و نقش مهمی در جداسازی کربن از طریق هوازدگی قاره‌ای، صادرات زیست‌زا و دفن به عنوان تراوش در مقیاس‌های زمانی زمین‌شناسی ایفا می‌کند.